# 刘晓宇 (篮球运动员)
刘晓宇（1989年3月14日—），吉林省长春市人，曾为中国国家男子篮球队成员。现为北京控股紫禁勇士篮球俱乐部成员，曾效力于上海东方大鲨鱼篮球俱乐部、广东华南虎篮球俱乐部、北京鸭首钢篮球俱乐部。身高191cm，体重96kg，位置组织后卫。